# 衣索比亞簽證政策
外國公民入境埃塞俄比亚前必須取得签证，除非他们来自免签证国家之一或有资格申请电子签证或落地签证的国家。

## 签证政策地图

埃塞俄比亚签证政策
埃塞俄比亚
免签证
落地签证和电子签证
落地签证
电子签证
需要签证

## 免簽證
下列2個國家的公民無需簽證，即可入境衣索比亞：
| - （停留期限3個月） - （停留期限1年） |

目前，埃塞俄比亚已经与 印度尼西亞和 乌干达签订了外交和公务护照的免签协议，但尚未生效。

## 陸路入境
目前除 和 公民外，所有由陸路入境埃塞俄比亚的旅客均須提前向驻各国的衣索比亞使領館申請签证才能进入埃塞俄比亚。

## 落地簽證
下列92個國家和地区的公民可獲衣索比亞落地簽證，该政策也同时适用于持有这些国家或地区签发的居留许可的人员。落地簽證僅在亚的斯亚贝巴的博莱国际机场簽發，有效期3個月。
| - 所有非洲联盟成员国1 - 所有欧盟公民 \| - 阿根廷 - 巴林 - 白俄羅斯 - 巴西 - 加拿大 - 中国大陆 - 香港 - 冰島 \| - 印度 - 印度尼西亞 - 以色列 - 日本 - 约旦 - 科索沃 - 科威特 - 黎巴嫩 - 列支敦斯登 - 马来西亚 - 墨西哥 \| - 摩納哥 - 蒙特內哥羅 - 新西兰 - 北馬其頓 - 挪威 - 阿曼 - 菲律賓 - 俄羅斯 - 沙烏地阿拉伯 \| - 塞爾維亞 - 新加坡 - 瑞士 - 臺灣 - 泰國 - 土耳其 - 乌克兰 - 阿联酋 - 英国 - 美国 \| \| | |                                                                                          |                                                                                   |  |
| - 阿根廷 - 巴林 - 白俄羅斯 - 巴西 - 加拿大 - 中国大陆 - 香港 - 冰島 | - 印度 - 印度尼西亞 - 以色列 - 日本 - 约旦 - 科索沃 - 科威特 - 黎巴嫩 - 列支敦斯登 - 马来西亚 - 墨西哥 | - 摩納哥 - 蒙特內哥羅 - 新西兰 - 北馬其頓 - 挪威 - 阿曼 - 菲律賓 - 俄羅斯 - 沙烏地阿拉伯 | - 塞爾維亞 - 新加坡 - 瑞士 - 臺灣 - 泰國 - 土耳其 - 乌克兰 - 阿联酋 - 英国 - 美国 |  |

1 -除了 埃及、 、 利比亞、 奈及利亞和 苏丹公民

## 过境免签
任何国籍的过境旅客如果乘飞机抵达埃塞俄比亚，只要停留在机场过境区域并在12小时内乘飞机离开则不需要签证。

## 电子签

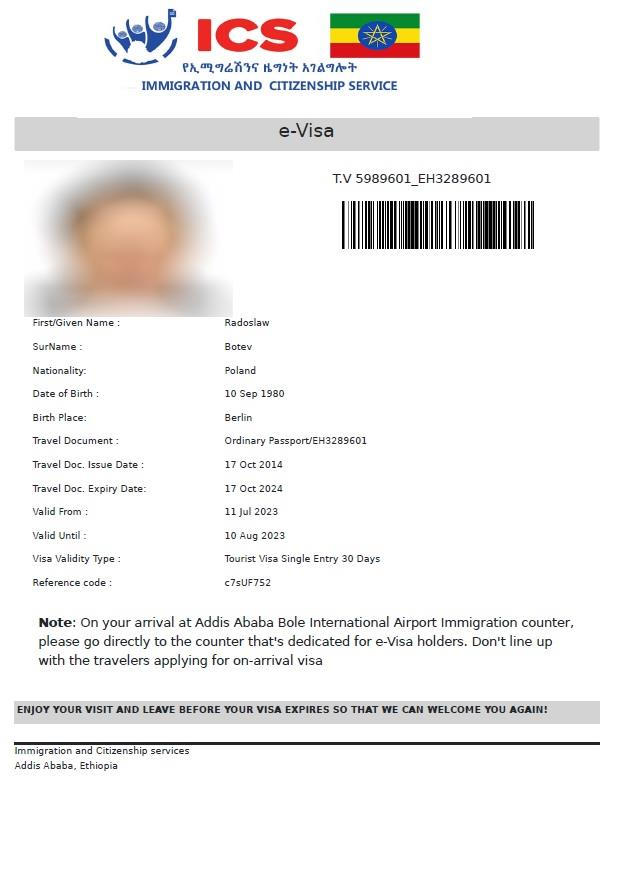
埃塞俄比亚电子签证样本

埃塞俄比亚于2017年6月12日推出了自己的电子签证平台。截至2018年6月1日，所有国家的国民都有资格获得旅游电子签证。
持有电子签的旅客必须通过亚的斯亚贝巴博莱国际机场进入埃塞俄比亚。禁止从其他入境口岸入境。
据埃塞俄比亚电子签官网显示，自2020年11月18日起，来自以下国家和乌克兰的被俄罗斯占领的克里米亚地区的申请人将不接受信用卡支付交易。
| - 阿富汗 - 古巴 - 伊拉克 | - 南蘇丹 | - 苏丹 - 叙利亚 - 葉門 |